# The King of Fighters XV
The King of Fighters XV es un videojuego de lucha de la serie The King of Fighters desarrollado y publicado por SNK. Fue anunciado durante Evo en 2019y lanzado a la venta el 17 de febrero de 2022 para las plataformas PlayStation 4, PlayStation 5, Xbox Series X/S y Microsoft Windows.

## Desarrollo
Debido a la respuesta positiva al The King of Fighters XIV, el director Yasuyuki Oda dijo en agosto de 2017 que The King of Fighters XV era posible, pero que la compañía SNK también quería enfocarse en otras franquicias. En diciembre de 2018, SNK reveló que la compañía estaba trabajando en The King of Fighters XV, con el objetivo de lanzarlo durante 2020, el presidente de SNK, Zhihui GE, dijo que el XV usará Unreal Engine 4 para brindar mejores gráficos.
El 3 de diciembre de 2020, SNK publicó un tráiler oficial donde se anunciaron a los primeros bocetos de los nuevos diseños de tres personajes donde se pudo apreciar a Kyo Kusanagi, Benimaru Nikaido y Shun'Ei. El 7 de enero de 2021 se reveló junto a un tráiler con nuevo contenido descargable para Samurai Shodown, la primera visualización en acción de Kyo, Shun'ei, Benimaru, K', Mai Shiranui y Leona Heidern, al mismo tiempo que se confirmó el lanzamiento para el 2021, junto con futuros tráileres.
Sin embargo, el 1 de junio de 2021, SNK anunció que The King of Fighters XV había sido aplazado para primer trimestre de 2022 debido a la Pandemia de COVID-19.

## Argumento
Tras los hechos ocurridos en el torneo anterior, la presencia de Verse provocó un fallo en la continuidad del espacio-tiempo, lo que entre otras cosas provocó el debilitamiento del sello de Orochi y la aparición de gente que se presumía muerta o borrada de la existencia, como el equipo de heraldos de éste (Goenitz, Chris, Shermie y Yashiro) y Ash Crimson.
Chizuru Kagura, la descendiente del clan Yata, advierte el peligro y busca reunir al Equipo de los Tesoros Sagrados. Al mismo tiempo, alguien envía invitaciones para un nuevo torneo King of Fighters. Con ese pretexto, Chizuru logra reunir a duras penas a Kyo Kusanagi e Iori Yagami, los cuales se dan una tregua por lo complejo de la situación. 
Por este motivo, Kyo rechaza la invitación de Tung Fu Rue para unirse en equipo con sus estudiantes Shun'ei y Meitenkun y orientarlos en el nuevo torneo, y en su lugar envía a su compañero Benimaru Nikaido, ya que Goro Daimon se encontraba ocupado con sus estudiantes.
Shun'ei, tras los hechos ocurridos en el torneo anterior, sentía que sus pesadillas empeoraban, soñando con un vacío oscuro que se agrietaba y que una voz lo torturaba, al contarle esto a Meitenkun, recibió su apoyo y confió en que también sus aliados en el torneo también lo harían.
Por otro lado, el comandante Heidern, acompañado de una misteriosa mujer malíense llamada Dolores viajó hasta Sudamérica para contactarse con una joven artista de Grafiti, la cual es conocida por hacer sus pinturas ayudada por dos manos espectrales, Heidern le propone a la joven, Isla, participar del torneo en su equipo, con el incentivo de que Shun'ei estaría en él. En el pasado, Isla se había fugado de un orfanato cuando descubrió el poder de Amanda, nombre que le dio a sus manos espectrales, comenzando a realizar grafitis hasta que uno de sus fanes le hizo conocer KOF, en donde descubrió a Shun'ei, poniéndolo como su objetivo a vencer. Dolores además le informa que tanto Shun'ei como ella son las únicas dos personas en el mundo que tienen el poder de las manos espectrales. Habiendo escuchado esto, Isla acepta. Tiempo después, Heidern presenta a ambas a sus subordinados, Ralf Jones, Clark Still y Leona Heidern, y les informa que el centro de la misión es ayudar a Isla y Shun'ei a combatir a Verse si vuelve a aparecer, e incluso contenerlos por la fuerza si es necesario. Leona duda debido a que la presencia de Verse altera su control del Disturbio de la Sangre, pero Ralf y Clark la respaldan.
Los Heraldos de Orochi aun no pueden explicarse el cómo volvieron a la vida, sin embargo, Shermie observa en una revista un informe sobre el torneo anterior, en especial una imagen de Shun'ei, tanto ella como Chris y Yashiro se detiene sobre las manos espectrales del joven, sintiendo que ya las habían visto antes. Luego, se contactaron con el restante heraldo, Goenitz, quien tuvo la misma visión y poniendo como objetivo nuevamente la resurrección de Orochi, incluso planteando reclutar a la fuerza miembros rebeldes como Leona, Mature, Vice o incluso Ryuji Yamazaki.
Ryo Sakazaki recibe la invitación al torneo, y se dirige a invitar a su padre Takuma a participar. Éste se niega, para seguir atendiendo la exitosa Parrilla Kyokugen. El que si acepta es su amigo Robert Garcia, el cual propone a Yuri, la hermana de Ryo, como la integrante final. Ryo se niega porque Yuri no entrenó lo suficiente al trabajar a medio tiempo en la parrilla, por lo que decidió que King, dueña del vecino Café Illusion y amiga de la familia sea quien ocupe ese lugar, a pesar del desacuerdo de Yuri. La menor de los Sakazaki se dirigió junto a Mai Shiranui al café, decepcionadas de no poder estar en los equipos de sus amigos, y más aún cuando King confirma su participación. Sin embargo encuentran una nueva e inesperada miembro: la Idol Athena Asamiya, quien fue al café con otras intenciones, pero acepta unirse.
En otro rincón de Southtown, Vanessa cito a Blue Mary con la intención de formar un equipo para el nuevo torneo, y sabiendo que Mary necesitaba información de la Corporación Howard, le presenta a Luong, una persona que justamente Mary estaba investigando por su conexión con Hein, uno de los hombres de Geese Howard. El plan de Vanessa es que Mary y Luong la ayuden con su investigación y a cambio, facilitarían la información que Mary necesita, ésta aceptando pero sin estar segura de hacerlo.
Joe Higashi invita unos tragos a los hermanos Bogard, Terry y Andy con tal de invitarlos al torneo, sabiendo de que aceptarían fácilmente. Pero esta vez el objetivo de Joe es impresionar a Lilly, la hermana menor de Billy Kane.
Antonov es acusado de fingir la lucha con Verse y destruir el mismo estadio que construyó para el torneo, siendo despojado de su corporación. Cuando todo parecía perdido, surgió la idea de contactar y contratar a Ramón y King of Dinosaurs, formando el GAW (Galaxy Anton Wrestling) con el objetivo de ganar el torneo.
Kula Diamond había escapado de la custodia de K' y Maxima, pero fue hallada por dos viejos conocidos de ella, la bella Ángel y alguien del que se creía desaparecido: K9999, el cual ahora se hace llamar Krohnen McDougall. El plan de ambos es usar a Kula de carnada y atraer a K', solo Krohnen sabrá para que. Mientras tanto, Whip propone a K' y Maxima que participen en el torneo junto a ella para rescatar a Kula y capturar a Krohnen, Maxima acepta la propuesta de Whip, K' también acepta, pero muestra indiferencia a la situación. Aunque K' sabe que el verdadero asunto es entre Krohnen y él.
Kukri había ingresado al KOF con el deseo de obtener el poder del "Crisol de las Almas" y poder revivir a su maestro, la única persona que lo acogió y enseño, y que por salvar a Kukri de su propio poder, tuvo que sacrificarse. Pero con la derrota de Verse y la apertura del Crisol de las Almas, encontró a Ash Crimson, quien se suponía desaparecido de la existencia al capturar a su ancestro Saiki en el presente. Elisabeth Blanctorche, quien había colaborado con Kukri para buscar el crisol los acompañaba. Ash y Elisabeth estaban dispuestos a ayudar a Kukri a cambio de su colaboración en el torneo anterior, pero la aparición de Dolores en la TV conmocionó a Kukri.
Al mismo tiempo que Terry se reunía con su equipo, su protegido Rock Howard recibió una invitación a una reunión por parte de B. Jenet, una pirata a la que conoció en otros torneos. La idea de ella era reclutarlo para su propio equipo, junto con Gato, quien a duras penas aceptó a cambio de información que Jenet tenía acerca de su padre. Ella pudo convencer a Rock con el argumento de que podría enfrentarse a Terry, eligiéndolo después de no poder contactar a Tizoc.
Geese, convencido de que Verse volvería a aparecer en el nuevo torneo, ordenó que Billy lo acompañe, aceptando éste con devoción, sin embargo, el subordinado no confía aún ni en el tercer integrante, Ryuji Yamazaki, ni en Hein, el nuevo recluta que se ha ganado la confianza de Howard en tan poco tiempo. Yamazaki no tiene reparos en desafiar a Billy, pero justamente ambos son detenidos por Hein, quien se quedará en Southtown por indicación de Geese. Este último sabe que algo más grande que Verse aparecerá y quiere presenciar el hecho.
En el pasado, Nakoruru reflexionaba acerca de su extraña aventura en el futuro y el extraño poder que sintió durante el viaje y la aparición de Verse, y determinó que ella debía destruir ese poder, por lo que volvería a viajar en el tiempo. Pero para ello necesitaba dos compañeros fuertes. En un puerto, el espadachín Haohmaru contacto a la navegante Darli Dagger para que le construya una embarcación a cambio de protegerla, sin embargo en medio de la charla Nakoruru se apareció ante ellos, solicitando su ayuda para detener la amenaza que suponía ese poder que trascendía el tiempo. Convencidos de que eso los llevaría a combates con rivales dignos, Haohmaru y Darli aceptaron.
Por su parte, tanto Kim Kaphwan como Shingo Yabuki, quienes se encontraban en sendos y rigurosos entrenamientos con los maestros Gang-Il y Saisyu Kusanagi respectivamente, recibieron invitaciones especiales al torneo venidero.

## Personajes
Los personajes que aparecen en The King of Fighters XV son:
| Team Hero - Shun'ei - Meitenkun - Benimaru Nikaido Team Sacred Treasures - Kyo Kusanagi - Iori Yagami - Chizuru Kagura Team Fatal Fury - Terry Bogard - Andy Bogard - Joe Higashi Team Ikari - Leona Heidern - Ralf Jones - Clark Still Team Art of Fighting - Ryo Sakazaki - Robert Garcia - King | Team Rival - Isla - Heidern - Dolores Team Orochi - Yashiro Nanakase - Shermie - Chris Team Secret Agent - Blue Mary - Vanessa - Luong Team Super Heroine - Athena Asamiya - Mai Shiranui - Yuri Sakazaki Team G.A.W. (Galaxy Anton Wrestling) - Antonov - Ramón - The King of Dinosaurs | Team K' - K' - Maxima - Whip Team Krohnen - Krohnen McDougall - Kula Diamond - Ángel Team Ash - Ash Crimson - Elisabeth Blanctorche - Kukri Sub-Jefe - Re-Verse Jefe - Otoma=Raga |

### Equipos DLC
| Team Garou (DLC 1) - Rock Howard - B. Jenet - Gato DLC Gratuito (DLC) - Omega Rugal - Goenitz | Team South Town (DLC 2) - Geese Howard - Billy Kane - Ryuji Yamazaki Awakened Orochi Team (DLC 3) - Orochi Yashiro - Orochi Shermie - Orochi Chris | Team Samurai (DLC 4) - Haohmaru - Nakoruru - Darli Dagger - Shingo Yabuki - Kim Kaphwan - Sylvie Paula Paula - Najd - Duo Lon - Hinako Shijo - Mature - Vice |